# Heemse
Heemse est un ancien village dans la commune néerlandaise de Hardenberg, dans la province d'Overijssel, aujourd'hui un quartier d'extension de Hardenberg.
La carte ci-contre donne une impression de Heemse en 1914, encore séparé de Hardenberg. De 1818 à 1941, Heemse était le chef-lieu de la commune d'Ambt Hardenberg.